# Respiración de Cheyne-Stokes

Gráfico en el que se muestra la respiración normal y varios patrones anómalos, incluyendo la respiración de Cheyne–Stokes.

En medicina se conoce con el nombre de respiración de Cheyne-Stokes a un tipo de respiración que se caracteriza por la existencia de oscilaciones periódicas en la amplitud de la ventilación, que crece y decrece de forma periódica, produciéndose periodos intermedios de apnea de segundos de duración. Puede ser consecuencia de la existencia de daño cerebral, por ejemplo el causado por un accidente cerebrovascular o un tumor cerebral, también se presenta en pacientes afectos de insuficiencia cardiaca.

## Historia
La primera descripción fue realizada en 1818 por el médico John Cheyne y posteriormente en 1854 por Stokes.